# Dufourea exulans
Dufourea exulans là một loài Hymenoptera trong họ Halictidae. Loài này được Ebmer mô tả khoa học năm 1984.